# Progressief Pijnacker-Nootdorp
Progressief Pijnacker-Nootdorp is een lokale politieke partij in de Nederlandse gemeente Pijnacker-Nootdorp.
De partij is voortgekomen uit de afdelingen van GroenLinks en de PvdA en heeft in 2018 voor het eerst meegedaan tijdens de gemeenteraadsverkiezingen. In de periode 2014-2018 werd al op informele wijze samengewerkt met als doel om te kijken of een meer formele samenwerking mogelijk zou zijn. Nadat de leden van beide partijen zich hadden uitgesproken vóór de samenwerking, werd in april 2017 de vereniging formeel opgericht. Progressief PN zegt te willen staan voor een duurzame en sociale lokale politiek.
De partij heeft anno 2021 vier gemeenteraadsleden.
Nadat een wethouder van de partij Eerlijk Alternatief was opgestapt, werd Marieke van Bijnen, fractievoorzitter van Progressief Pijnacker-Nootdorp, naar voren geschoven voor deze functie. In september 2020 werd zij tot wethouder benoemd.